# Elvis García Morán

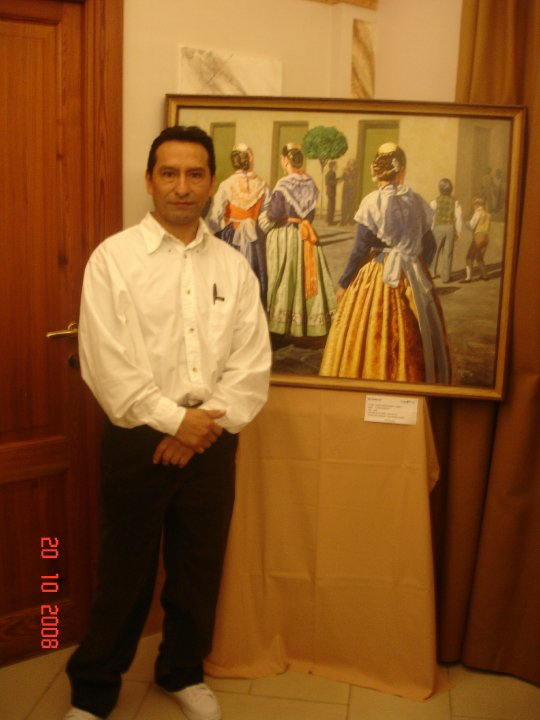
Exposición de Elvis García con su cuadro Las Castellanas.

Elvis García Moran (*Huarochirí, 20 de agosto de 1962) es un pintor peruano, que se especializa en pintar abstractos, retratos y otro tipo de obras referentes.

## Biografía
Hijo de Ildebrando García Inga y Odilma Moran Macavilca, nació en Huarochirí en donde realiza sus primeros estudios primarios y también secundarios saliendo becado para estudiar Medicina, a la cual el no aceptó, porque le gustaba el arte y la pintura.
En el año 1979, ingresa a la Escuela Nacional Superior Autónoma de Bellas Artes del Perú (ENSABAP), teniendo como maestros a Milner Cajahuaringa en pintura y Miguel Nieri en dibujo.
Después Egresa con una medalla de oro y de primer premio "popular y porvenir", compañía de seguros , Promoción 1984 "Tilsa Tsuchiya".
Sus hijos son los siguientes: Yashaii, Teccsi, Shessira y Yura. Sufrió un accidente en el año 2003 en la Carretera Central, en la cual estuvo internado varios días en estado de coma en el Hospital Neoplásicas de Lima , pero se recuperó. Después de eso se fue a vivir a España desde el año 2007 en la cual pintaba y realizaba exposiciones en la comunidad autónoma de Cataluña en el municipio de Rodoñá en la cual está su taller y Valencia, individuales y colectivas, regresa a Perú en el 2013.
Se le hizo dos operaciones en el 2015 por motivos de que le encontraron un Quiste en su ábdomen, sin embargo viaja nuevamente a España en marzo de 2016 a radicar definitivamente.

## Obras y exposiciones
- 1984 Grupo Korillinpi , aspap.

Grupo Korillinpi Anea.
- 1985 Promoción Tilsa Tsuchiya 84, Petroperú.

- 1986 Pintores Contemporáneos, Creditur.

- 1987 Homenaje a Cajahuaringa, Galería Práxis.

- 1988 Premiados siete últimas promociones del ochenta al ochenta y seis, Ensabap, Galería 715.

XVIII Salón Nacioanl Acuarela, ICPNA.
Tercer Concurso Nacional de Artistas Jóvenes. Southen Perú, ICPNA , Arequipa.
Segundo Salón Andino de Arte, Huaráz, Ancash.
Encuentro de Arte Joven, Galería Práxis.
Reconocimiento a Salvador Roméro, Aspap.
- 1989 Exposición inauguración, nueva Galería Borkas.

- 1987 Raíces Andinas, Galería Práxis.

- 1888 Chchuspas y Calashmantas, Galería Práxis.

- 1989 Chilcani 87, Galería L"Imaginaire , Alianza Francesa (Miraflores).

- Viajó también a Canadá, a Centroamérica, y a casi toda Latinoamérica entera.[3][4][5][6]